# Fresnes-sous-Coucy

Fresnes-sous-Coucy este o comună în departamentul Aisne din nordul Franței. În 1 ianuarie 2022 avea o populație de 160 de locuitori.